# Perły i Łotry
Perły i Łotry - польська музична група, яка виконує а капела морські шанти (shanties - пісні, в яких чергується сольне та хорове виконання; початково співані моряками під час корабельних робіт, що вимагали спільних ритмічних зусиль), інші морські, а також робітничі пісні. 
"My Mother Told Me (Song of the Vikings") ("Казала мені моя мати (Пісня вікінгів)"), котру аранжувала й виконує група, стала однією з найбільш популярних за всі часи традиційних морських пісень на платформах Spotify, Apple Music та YouTube. Ця пісня була також реміксована виконавцями LB One, Dr Peacock, Pouyia Aftabi та Reverence.